# Palacio de Congresos (Campo de las Naciones)
El Palacio Municipal de Congresos del Campo de las Naciones de Madrid va ser inaugurat en 1993. Es troba al costat de les instal·lacions firals (Fira de Madrid) de l'IFEMA.
Va ser dissenyat per Ricard Bofill i Leví.

## Característiques
El seu modern disseny, propi de les obres d'aquest arquitecte, i una superfície útil de més de 30.000 m² repartits entre les seves 14 plantes (7 d'elles subterrànies), li atorguen una gran versatilitat, amb la tecnologia i els serveis necessaris per a absorbir totes les demandes del mercat; especialment l'organització de congressos, fires i grans reunions de tota mena.
L'edifici posseeix aparcament públic, àmplies zones d'exposició, dos auditoris amb capacitat per a 913 i 1.814 persones respectivament, una sala polivalent de 2.200 m² i trenta sales de diferents capacitats.

## Història
En els anys 80 es decideix destinar la zona al turisme, els negocis i els congressos. La zona es batejaria com a Campo de las Naciones.
En 1988 l'empresa pública municipal gestora que anava a gestionar aquest immoble va ser batejada com a Campo de las Naciones. En 2006, quan ja gestionava aquest Palacio i altres edificis expositius de la ciutat, va canviar el seu nom per Madrid Espacios y Congresos S.A., amb el nom comercial de Madridec. Tanmateix Madridec va fer fallida en 2013 i el propi Ajuntament va passar a ser gestor dels seus deutes i actius.
En 1991 s'inauguren prop d'ell les instal·lacions firals de l'Ifema.
Entre altres esdeveniments, ha albergat cimeres internacionals de l'OTAN, de la Unió Europea i de l'Assemblea Anual del Fons Monetari Internacional.
El 15 de desembre de 1995 es va acordar al seu interior denominar euro a la moneda única europea.
En octubre de 2003 es va celebrar la Conferència Internacional de Donants per a la Reconstrucció de l'Iraq.